# Ясенсько
Ясенсько (хорв. Jasensko) — населений пункт у Хорватії, в Сплітсько-Далматинській жупанії у складі міста Синь.

## Населення
Населення за даними перепису 2011 року становило 341 осіб.
Динаміка чисельності населення поселення:

## Клімат
Середня річна температура становить 12,93 °C, середня максимальна – 27,86 °C, а середня мінімальна – -2,19 °C. Середня річна кількість опадів – 910 мм.
| Клімат поселення                              | Клімат поселення | Клімат поселення | Клімат поселення | Клімат поселення | Клімат поселення | Клімат поселення | Клімат поселення | Клімат поселення | Клімат поселення | Клімат поселення | Клімат поселення | Клімат поселення | Клімат поселення |
| Показник                                      | Січ.             | Лют.             | Бер.             | Квіт.            | Трав.            | Черв.            | Лип.             | Серп.            | Вер.             | Жовт.            | Лист.            | Груд.            |                  |
| Середній максимум, °C                         | 9,46             | 10,65            | 13,87            | 17,62            | 22,14            | 25,97            | 27,86            | 27,74            | 23,21            | 18,34            | 12,94            | 9,93             |                  |
| Середня температура, °C                       | 3,65             | 4,84             | 8,06             | 11,78            | 16,33            | 20,15            | 22,90            | 22,78            | 18,26            | 13,40            | 8,00             | 4,97             |                  |
| Середній мінімум, °C                          | −2,19            | −0,99            | 2,24             | 5,96             | 10,50            | 14,33            | 17,96            | 17,85            | 13,32            | 8,46             | 3,04             | 0,04             |                  |
| Норма опадів, мм                              | 75               | 65               | 72               | 78               | 66               | 64               | 45               | 56               | 80               | 98               | 114              | 97               |                  |
| Середньомісячна швидкість вітру, м/с          | 1.94             | 2.24             | 2.47             | 2.36             | 2.13             | 1.90             | 1.93             | 1.76             | 1.87             | 1.89             | 2.22             | 2.21             |                  |
| Середньомісячна сонячна радіація, кДж/м²·день | 5396             | 8164             | 11780            | 16175            | 19945            | 22615            | 24304            | 21429            | 15859            | 10287            | 5864             | 4563             |                  |
| --------------------------------------------- | ---------------- | ---------------- | ---------------- | ---------------- | ---------------- | ---------------- | ---------------- | ---------------- | ---------------- | ---------------- | ---------------- | ---------------- | ---------------- |
| Джерело:                                      |                  |                  |                  |                  |                  |                  |                  |                  |                  |                  |                  |                  |                  |